# Zvonimir Šimunec
Zvonimir Šimunec (Leskovac, 29. oktobar 1952) je novinar, višegodišnji dopisnik srpskih medija iz Grčke, autor brojnih radio i tv emisija i filmskih projekata.
Osnovnu školu i gimnaziju završio u Leskovcu. U to vreme, profesionalno se bavio glumom u Narodnom pozorištu u Leskovcu, a kasnije i u Beogradskom pozorištu Krsmanac. Igrao i u kultnom filmu 70 tih "Nije nego" Miće Miloševića. Studirao novinarstvo na Fakultetu političkih nauka u Beogradu.

## Profesionalni rad
- Od 1973 – 1993. godine radi u Radio Beogradu, najpre kao urednik studentskog radio programa Index 202, a zatim na programima Beograd 202, Radio Beograd I program, Eko program, Radio 101. Uređivao i vodio mnoštvo emisija. Osnovao je i bio prvi urednik INDEXOVOG RADIO POZORIŠTA.
- Od 1976-1993. godine na Televiziji Beograd kao urednik, scenarista i voditelj realizuje tv projekte - “Nedeljno popodne”, ”Da pitamo zajedno” (sa suprugom Majdom), “Da te pitam”, Treći kanal, Olimpijska tv, itd. Bio i predsednik Udruženja propagandista Srbije.
- Od 1993-2008. godine bio je dopisnik Radio televizije Srbija, YU info kanala i Studija B iz Grčke. Tokom tog perioda ostvario je niz intervjua, reportaža, radio i tv emisija sa vodećim ličnostima političke, kulturne, sportske i estradne scene u Grčkoj. Kao umetnički direktor programa organizovao SERBIAART u Atini 2003. godine kada je više od 250 umetnika iz Srbije nastupilo na scenama u Atini. Tokom olimpijske 2004. u Atini organizovao i bio izvršni direktor projekta BALKANSKI OLIMPIJSKI CENTAR.
- U periodu jun 2003. – avgust 2004. sa suprugom Majdom realizuje kao autor i voditelj seriju od 12 tv emisija “SESTI OLIMPIJSKI KRUG” o pripremama Atine i Grčke za 28. Letnje olimpijske igre.
- Od 2004. do 2006. radi na tv serijalu “Grčka Evropa na Balkanu” koja je emitovana na Trećem kanalu RTS.
- Od 2006. do 2008. realizuje 26 tv emisija serije “Pogled s Olimpa” koje su emitovane na prvom i drugom programu RTS i na mreži regionalnih televizija u Srbiji, BIH i Crnoj Gori.[2]
- Od 2009. radi kao autor projekta na realizaciji filma i tv serije Montevideo, Bog te video. Sa grupom saradnika 2010. godine započeo je rad na projektu BILI SMO PRVACI SVETA, o rađanju jugoslovenske škole košarke.
- U decembru 2013. održana je premijera dokumentarnog filma u Arhivu Jugoslovenske kinoteke. U maju 2013. u izdanju Lagune objavljena je knjiga o Grčkoj, POGLED S OLIMPA, autora Majde i Zvonimira Šimuneca.[3]
- U toku si pripreme za početak snimanja istoimenog igranog filma i tv serije za RTS.
- Idejni je tvorac i scenarista za film "Bilo jednom u Srbiji"

Govori engleski i grčki jezik. U braku je sa Majdom Šimunec i ima dvoje dece, sina Matiju i ćerku Sofiju. Od 1993.godine, živi i radi u Atini.

## Spoljašnje veze
- Zvonimir Šimunec на веб-сајту  (језик: енглески)
- Филм о златном добу Лесковца („Политика”, 10. март 2022)